# 外気圏
|                          | 宇宙空間    |        |          |
|                          | 約10,000 km |        |          |
|                          | 外気圏      |        |          |
|                          | 800 km      |        |          |
|                          | 熱圏        |        |          |
|                          | 電離層      |        |          |
| (カーマン・ライン)       | (100 km)    |        |          |
|                          | 80 km       |        |          |
|                          | 中間圏      |        |          |
|                          | 50 km       |        |          |
|                          | 成層圏      |        |          |
|                          | オゾン層    |        |          |
| 11 km                    |             |        |          |
|                          | 対流圏      |        | 自由大気 |
| 1 km                     | 対流圏      |        |          |
|                          | 対流圏      | 境界層 |          |
| 0 km                     | 対流圏      |        |          |
| ※高度は中緯度の平均 / 表 |             |        |          |

外気圏（がいきけん、英: exosphere）は、大気の層の一つ。

## 概要
月などの厚い大気層をもたない天体における外気圏は、下層がなく直に地表に接しており、 surface boundary exosphere（SBE、表面境界外気圏）という。地球では、その下層の熱圏との境界は高度 500–1000 km で、高さは約10,000 km に及ぶ。外気圏からは大気の気体分子や原子が宇宙空間に大量に流出している。人工衛星の軌道では低軌道の上半分と中軌道の下半分に相当する。
外気圏の最外層は水素とヘリウムから構成されており、ジオコロナと呼ばれる。ジオコロナは、少なくとも約24万 km（約38 地球半径）にわたって広がっており、さらに遠く月軌道以遠まで広がっている。